# 知床八景
知床八景（しれとこはっけい）とは、北海道の知床半島において、よく知られている8ヶ所の景勝地

。

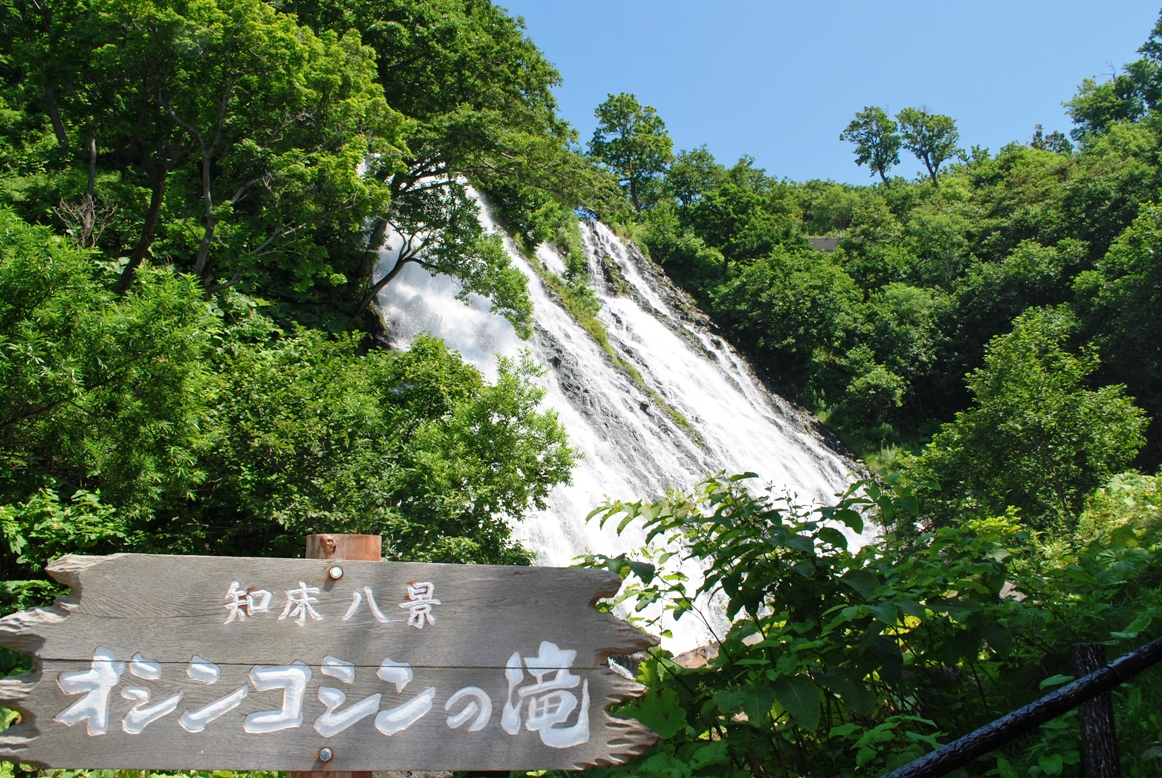
オシンコシンの滝
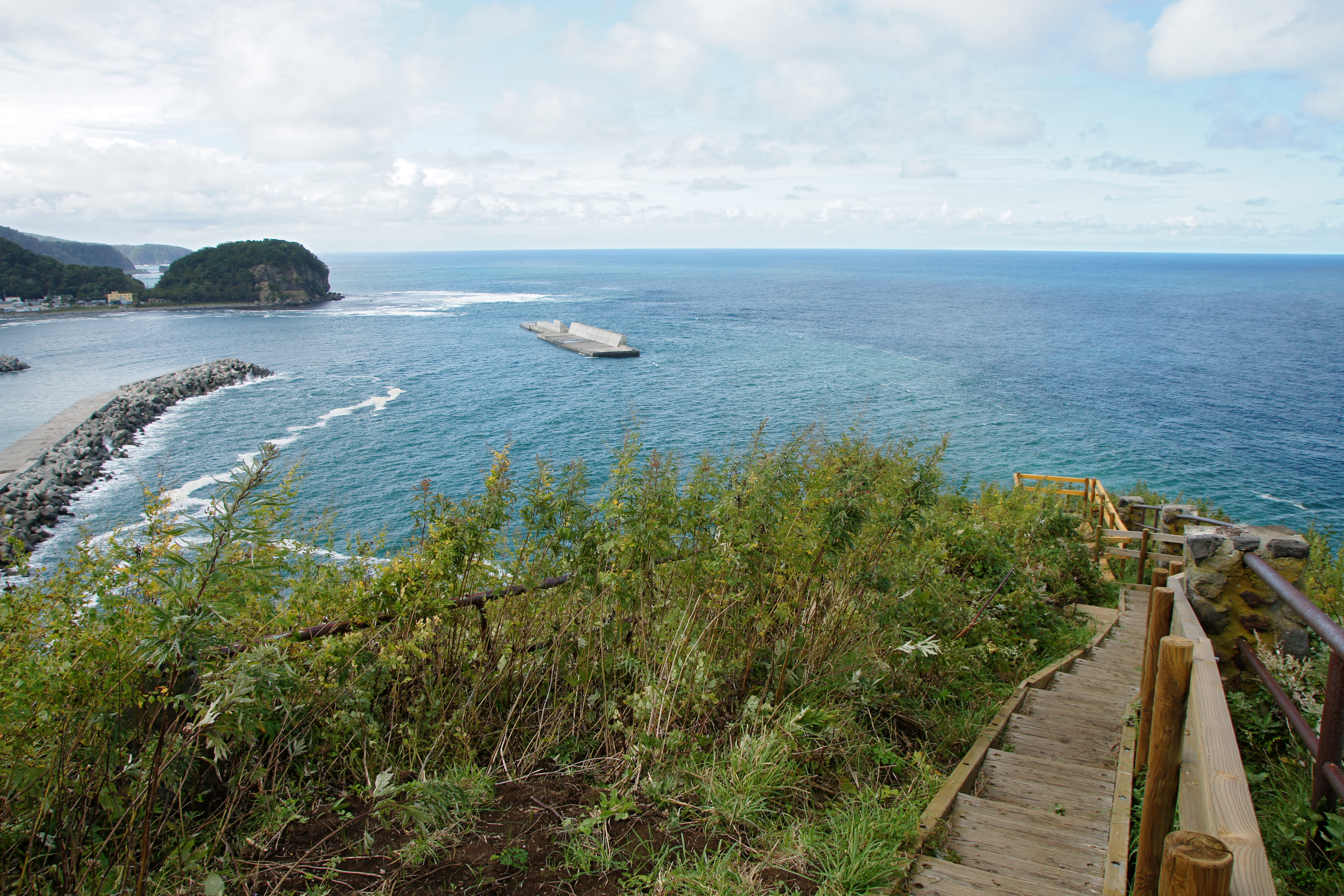
オロンコ岩
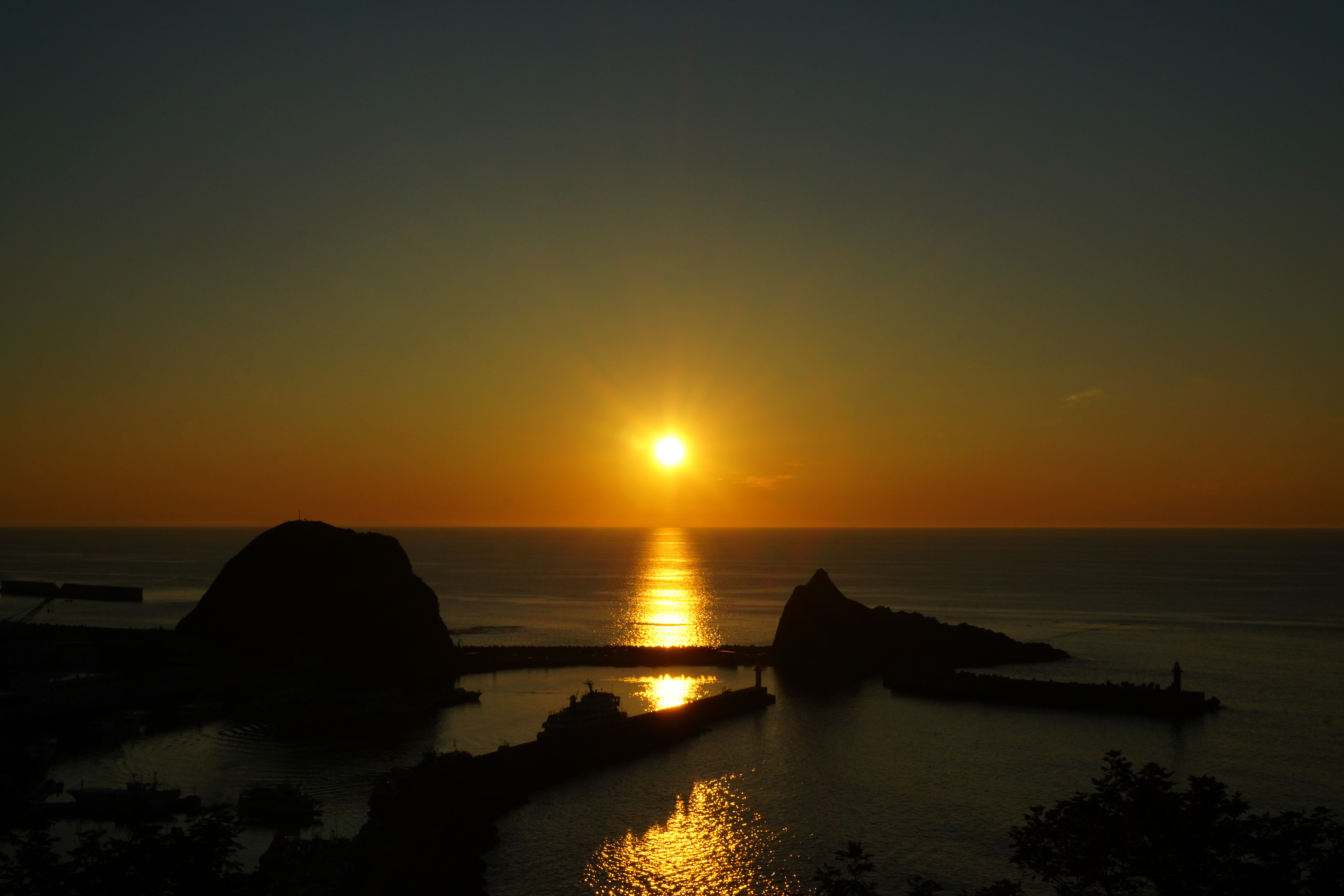
夕陽台
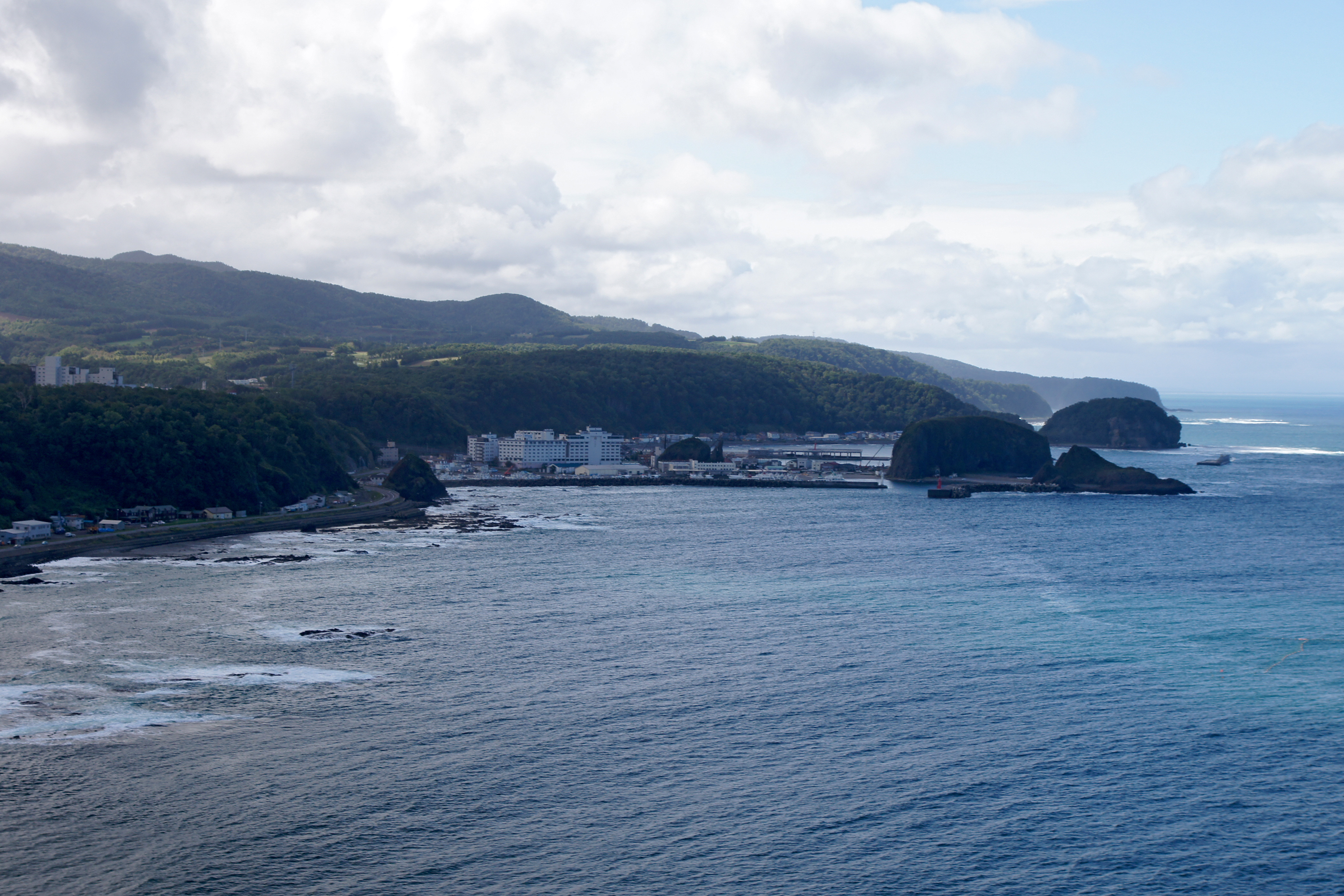
プユニ岬
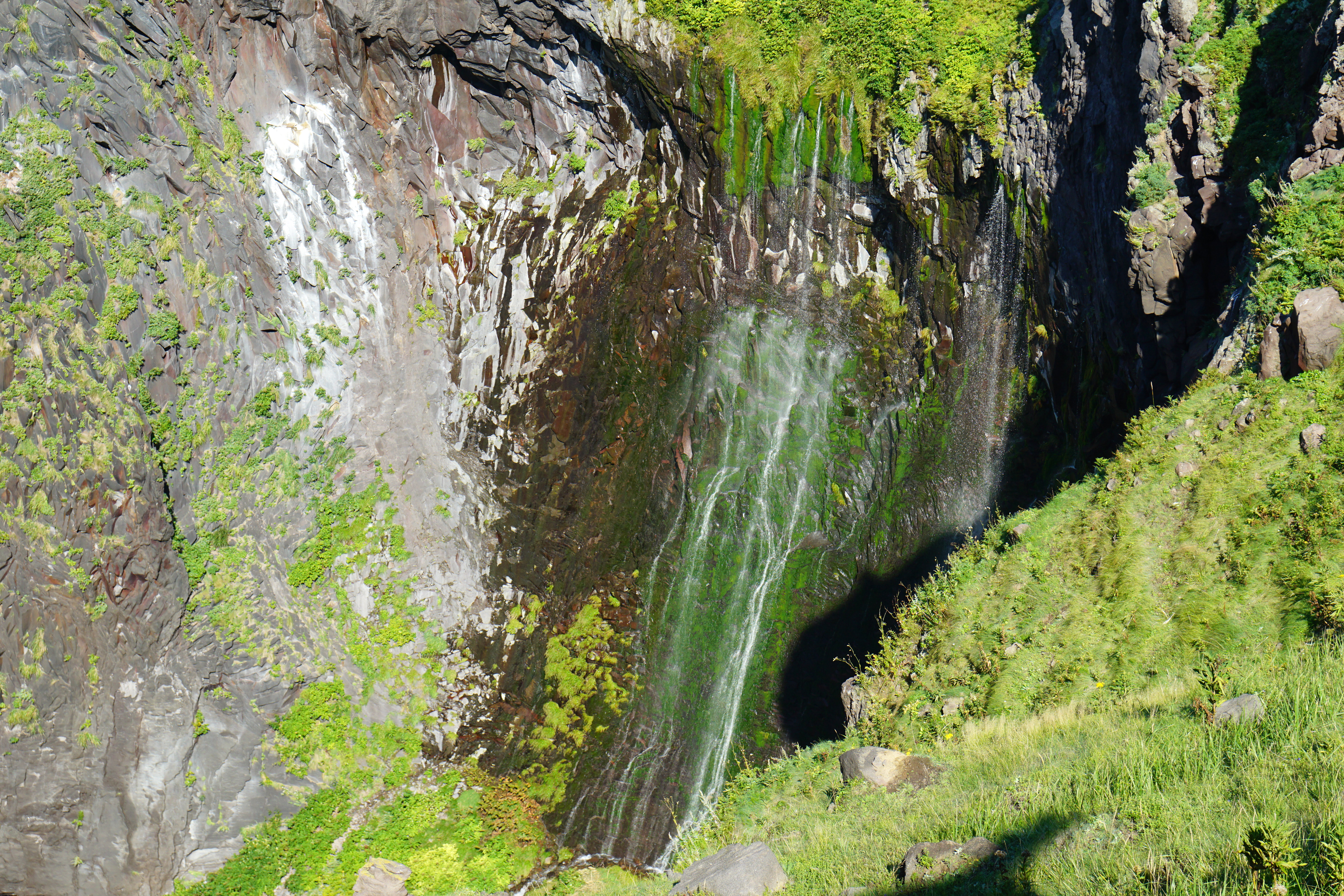
フレペの滝
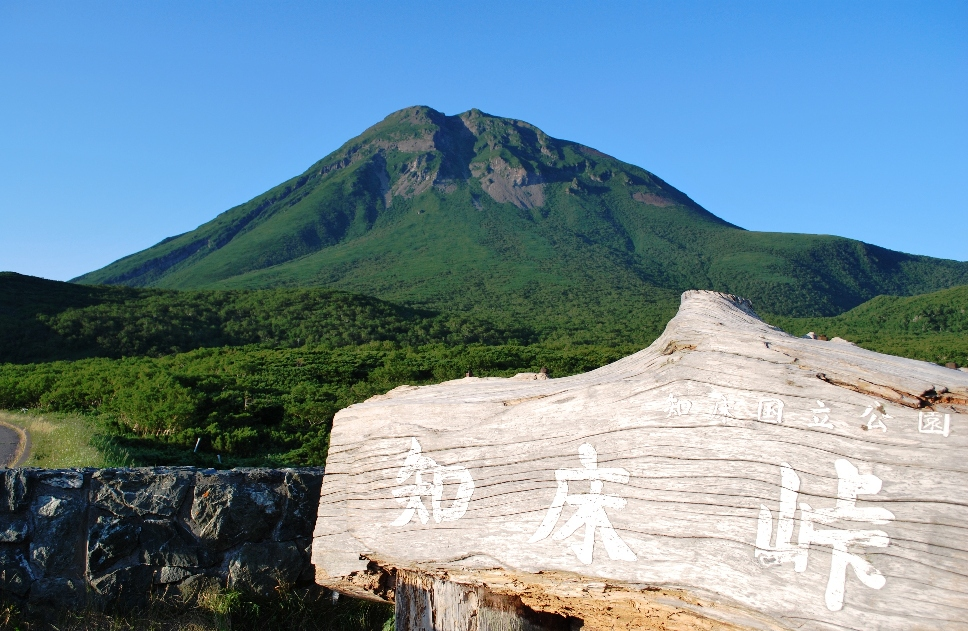
知床峠
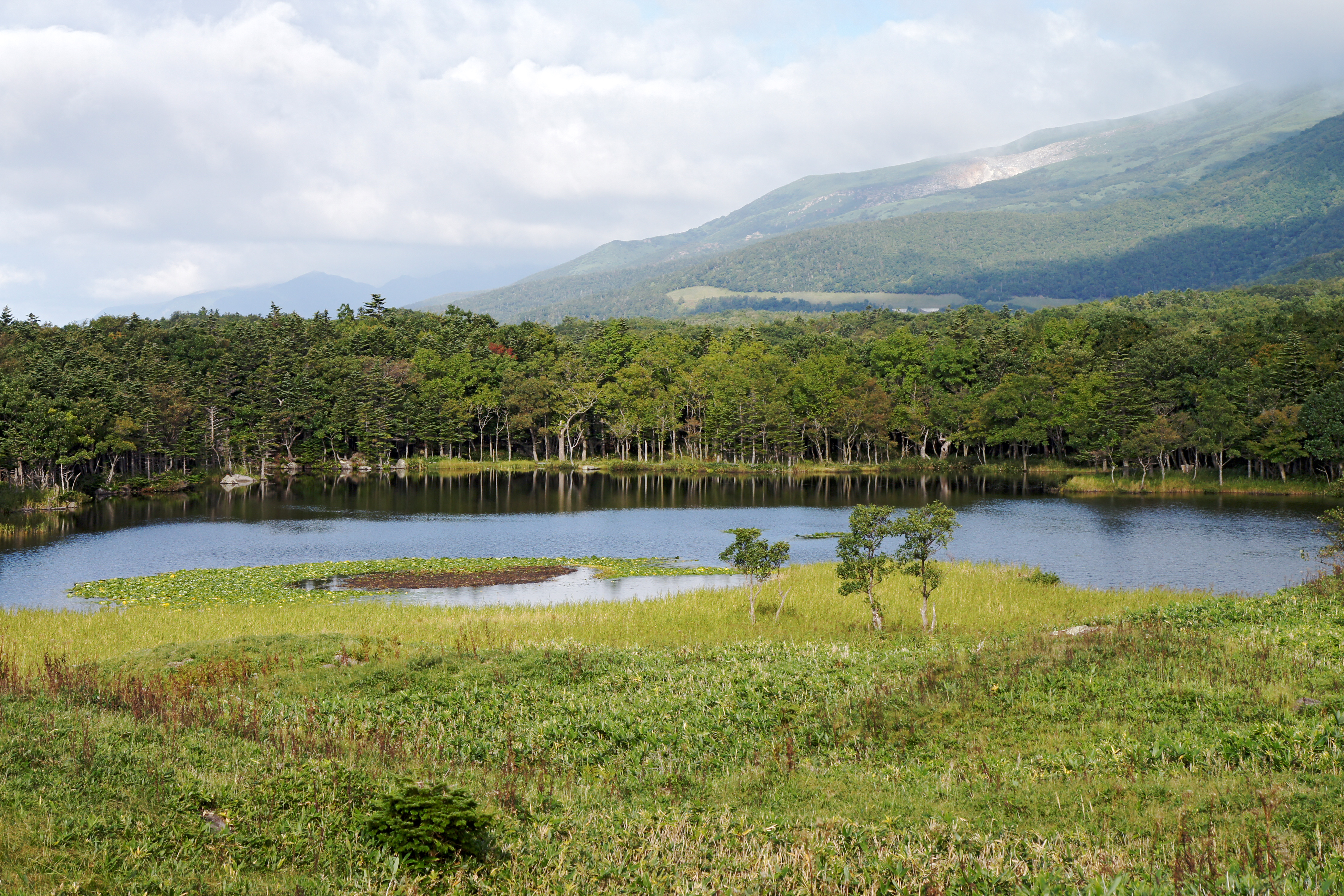
知床五湖
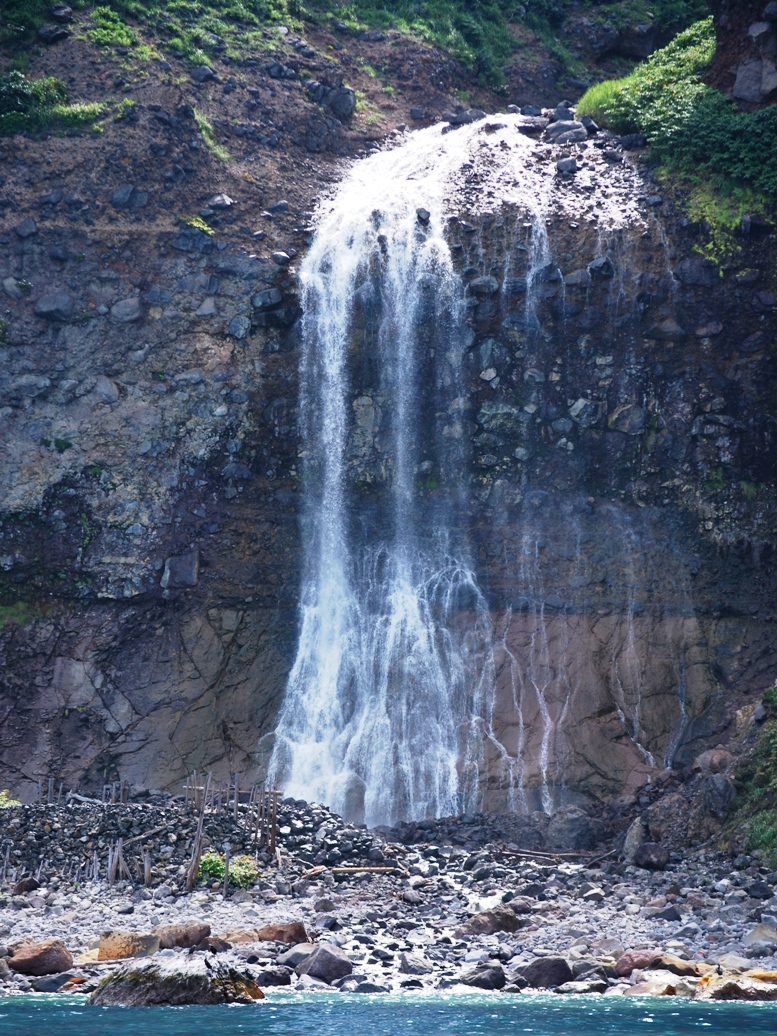
カムイワッカの滝

- オシンコシンの滝
- オロンコ岩からの眺望
- 夕陽台
- プユニ岬からの眺望
- フレペの滝
- 知床峠
- 知床五湖(一湖)
- カムイワッカの滝